# عربلو (مشكين شهر)
عربلو هي قرية في مقاطعة مشكين شهر، إيران. عدد سكان هذه القرية هو 502 في سنة 2006.